# 麻坪镇 (洛南县)
麻坪镇，是中华人民共和国陕西省商洛市洛南县下辖的一个乡镇级行政单位。

## 行政区划
麻坪镇下辖以下地区：
麻坪街村、宋村、孤山村、槐树坪村、娘庙村、农兴村、合兴村、陈兴村、头岔村、油房湾村、陈台村、栗西口村、杨树沟村、峪口村、熊虎村、殷湾村和斜岭村。